# 熱血の歌声
『熱血の歌声』（ねっけつのうたごえ）は、1972年にリリースされた春日八郎のアルバム。全12曲がオリジナルであり、当時の歌謡界では珍しい試みであった。サブタイトルには「名唱、明日のために・・・」と付けられている。

## 収録曲

### 第1面
1. 長崎恋ものがたり
  - 作詞・作曲:遠藤実／編曲:只野通泰
2. おさみし谷の子守唄
  - 作詞:かぜ耕士／作曲:小室等
3. 女泣かせの港町
4. 冷たい男の詩
  - 作詞:山口洋子／作曲・編曲:北原じゅん
5. 未練
  - 作詞:西沢爽／作曲:鈴木淳
6. 女の恋路
  - 作詞:鳥井実／作曲:桜庭伸幸

### 第2面
1. 石狩川絶唱
  - 作詞:西沢爽／作曲:鈴木淳
2. 港町慕情
  - 作詞:山口洋子／作曲:北原じゅん
3. 明日に微笑はない
  - 作詞:かぜ耕士／作曲:小室等
4. 雪国の女
  - 作詞・作曲:遠藤実／編曲:只野通泰
5. からまつ岬
  - 作詞:茜みさを／作曲:平尾昌晃
6. いのちずぶ濡れ
  - 作詞:保富康午／作曲:小西悠史